# 郑楚光
郑楚光（1945年2月—），湖北监利人，汉族，中华人民共和国学者，华中科技大学教授。九三学社社员，曾担任十一届全国政协常务委员、九三学社中央常委、湖北省委主委。2008年，当选第十一届全国政协常务委员，代表九三学社，分入第十二组。